# Guerguerat
Guerguerat (arabisch الكركرات) ist als Teil von Bir Gandouz die südlichste Ortschaft im marokkanisch besetzten Teil der Westsahara (Provinz Aousserd in der Region Dakhla-Oued Ed-Dahab).
Guerguerat liegt an der N1 Marokkos, die das Land von der Straße von Gibraltar bis zur Grenze Mauretaniens durchquert. Der Grenzübergang Guerguerat liegt sieben Kilometer südlich des Ortes direkt am Marokkanischen Sandwall, mit dem hier der marokkanisch kontrollierte Teil von Westsahara militärisch gesichert wird. Zwischen dem marokkanischen und mauretanischen Grenzübergang bei Nouadhibou liegen, dem jederzeitigen militärischen Zugriff der Frente Polisario ausgesetzt, 3300 Meter Niemandsland, von denen die letzten 1000 Meter nicht mehr asphaltiert sind und dem grenzüberschreitenden Verkehr einige Schwierigkeiten bereiten.
Guerguerat ist der einzige offizielle Grenzübergang nach Mauretanien und daher für den Handel zwischen Marokko und Subsahara-Afrika von entscheidender Bedeutung. Im Durchschnitt überqueren täglich 160 Lkw die Grenze in beiden Richtungen.